# Bruno Meriggi
Bruno Meriggi, (ur. 4 stycznia 1927 w Orvieto, zm. 7 listopada 1970 w Mediolanie) – włoski slawista i polonista.
Od 1960 profesor Uniwersytetu Mediolańskiego, w latach 1965–1970 kierował Instytutem Języków i Literatur Słowiańskich tamże. Zajmował się językoznawstwem porównawczym, literaturą ludową i etnografią oraz krytyką i historią literatury. Autor m.in. kilku prac o Juliuszu Słowackim (zebrane pośmiertnie w Scritti minori 1975). Tłumacz utworów Słowackiego (m.in. Testament mój i fragmenty Króla-Ducha, wydane w 1959 w opracowanym przez Meriggi’ego wyborze pism poety) oraz Medalionów Zofii Nałkowskiej (1955).